# Batalha de Haliarto
A batalha de Haliarto aconteceu no ano 395 a.C. quando as cidades gregas de Esparta e Tebas se enfrentaram. Os tebanos derrotaram as forças espartanas, que tentavam conquistar a cidade de Haliarto, causando a morte do líder espartano Lisandro. A batalha marcou o início da Guerra de Corinto, que continuaria até o ano de 387 a.C.

## Contexto
Em 396 ou 395 a.C., um embaixador do sátrapa persa Farnabazo II, Timócrates de Rodes, chegou na Grécia. Nessa região, prometeu apoio financeiro aos principais estados gregos caso declarassem guerra contra Esparta. As ações unilaterais e agressivas dos espartanos haviam enfurecido muitos dos seus aliados, e a perspectiva do apoio persa foi o suficiente para induzir um grande número de estados, em particular Tebas, a declararem guerra contra Esparta.
Ao invés de lançaram imediatamente ações ofensivas, os tebanos optaram por começarem uma guerra indireta. Para isso, persuadiram os lócrios de que deveriam fazer uma campanha militar contra Fócida. Tebas, como aliada de Lócrida, tinha obrigação em dar suporte no conflito. Por sua vez, Fócida requisitou ajuda de seus aliados em Esparta. Os espartanos, vendo uma possibilidade de repreenderem os cada vez mais inquietos tebanos, decidiram lançar uma grande campanha contra Tebas. Entretanto, os tebanos enviaram emissários a Atenas solicitando ajuda, e a partir de então surgiu uma aliança perpétua entre atenienses e beócios.

## Batalha
As forças espartanas para a campanha consistiam em dois exércitos, um sob o comando de Pausânias, composto de tropas espartanas e aliados de Peloponeso, e outro sob o comando de Lisandro, composto por fócios e outros aliados do noroeste da Grécia. A estratégia inicial era de um ataque coordenado contra a cidade de Haliarto. Pausânias, contudo, decidiu atrasar a marcha e ficar em Peloponeso, enquanto Lisandro chegou em Haliarto com sua tropa, não podendo porém contar com o apoio de seu aliado que estava a vários dias de distância.
Pouco disposto a esperar a chegada de Pausânias, Lisandro e seu exército marcharam até as muralhas de Haliarto. Quando as tentativas de subverterem a cidade não funcionaram, lançaram ataques contra as muralhas. Entretanto, uma considerável força tabana se encontrava nas redondezas sem o conhecimento de Lisandro. Esta força se apressou em dar assistência aos defensores da cidade. Na acalorada batalha que acontecia debaixo dos muros de Haliarto, as tropas de Lisandro se dispersaram e o mesmo foi assassinado. Os tebanos perseguiram as tropas derrotadas por uma distância consideravelmente grande, até chegarem em um terreno acidentado e íngreme, onde os derrotados repentinamente deram meia-volta e contra atacaram, infligindo pesadas baixas nas forças de Tebas. Este revés desencorajou os tebanos que se viram obrigados a retornar, contudo no dia seguinte o exército de Lisandro se dissolveu e cada contingente regressou para seu país de origem.

## Consequências
Vários dias depois da batalha, Pausânias chegou com seu exército em Haliarto. Com o desejo de recuperar o corpo de Lisandro e de outros mortos da batalha, requisitou uma trégua, a qual os tebanos aceitaram com a condição de que os espartanos deveriam abandonar a Beócia. Aceitando a condição, Pausânias recolheu os mortos e regressou a Esparta. Na sua chegada, os aliados de Lisandro o levaram a julgamento por suas negligências em relação aos seus aliados, e percebendo que seria condenado e executado, Pausânias se exilou. O exílio deste, junto com a morte de Lisandro, deixou o caminho livre para Agesilau II conseguir a liderança absoluta espartana nos próximos anos.
A batalha de Haliarto desencadeou a Guerra de Corinto, o qual se estendeu de 395 a.C. a 387 a.C.. Os combatentes se reagruparam no ano seguinte, quando Tebas e Atenas, agora com o apoio de Corinto e Argos, lutaram contra os exércitos espartanos em Nemeia e Coroneia, e continuaram a ocupar o mar Egeu e o Istmo de Corinto durante todo o conflito. Esta guerra foi pouco frutífera para todos os lados excepto a Pérsia, que no fim das operações tinha força e posição suficiente para ditar as condições de paz, inclusive de forçar uma retirada das forças de Agiselau na Jônia.